# Râul Ernatica
Râul Ernatica este un curs de apă, afluent al râului Șușița. 